# Брун, Эльсе Мария
Эльсе Мария Брун (дат. Else Marie Bruun; 13 августа 1911, Скюдебьерг, коммуна Ассенс — 2007) — датская скрипачка. Жена скрипача и альтиста Юлиуса Коппеля.
Училась музыке у органиста Кая Сенстиуса, затем в 1928—1931 гг. в Копенгагенской консерватории у Антона Свенсена и Педера Мёллера. В 1932—1936 гг. играла в Копенгагенском филармоническом оркестре, затем перешла в Королевскую капеллу, в составе которой с 1934 г. уже играл её муж.
В 1943 г. супругам Коппель удалось перебраться из оккупированной Дании в Швецию и избежать таким образом готовившейся нацистами расправы над датскими евреями. До возвращения на родину они работали в Гётеборгском симфоническом оркестре. Спасению Брун и Коппеля посвятил написанный для них Концерт для скрипки и альта с оркестром композитор Вагн Хольмбоэ, и супруги впервые исполнили его в 1947 году.
В 1945 г. был создан струнный квартет Коппеля, в котором Коппель играл на альте, а Брун была первой скрипкой, — в этом составе (с менявшимися двумя другими музыкантами) они выступали более 25 лет.
Дочь Брун и Коппеля — актриса Сусанна Брун-Коппель (род. 1936).